# 卡洛普拉卡山
86°7′S 131°0′W / 86.117°S 131.000°W
卡洛普拉卡山（英語：Caloplaca Hills）是南極洲的山丘，位於瑪麗伯德地，根據美國地質調查局的測量和美國海軍的空中照片被繪入地圖，現時由南極條約體系管理。